# Orlando Amêndola
Orlando Amêndola (* 2. November 1899 in Rio de Janeiro; † 10. Mai 1974 ebenda) war ein brasilianischer Schwimmer und Wasserballspieler.

## Karriere
Amêndola nahm 1920 an den Olympischen Spielen in Antwerpen teil. Hier scheiterte er im Wettbewerb über 100 m Freistil als Sechster seines Vorlaufs an der Qualifikation für das Halbfinale. Mit der brasilianischen Wasserballmannschaft erreichte er den sechsten Rang.
Sein Bruder Salvador Amêndola und sein Schwager Carlos Branco waren ebenfalls Teilnehmer von Olympischen Spielen.